# District de Bintulu
Le district de Bintulu (malais : Daerah Bintulu) est un district administratif de l'État malaisien du Sarawak, qui fait partie de la Division de Miri. La capitale du district est dans la ville de Bintulu.

### Liens connexes
- Districts de Malaisie